# Parafia św. Marii Magdaleny w Lubomi
Parafia św. Marii Magdaleny w Lubomi należy do dekanatu pogrzebieńskiego w archidiecezji katowickiej. Została utworzona w 1303 roku.